# Prunella (film 1918)
Prunella è un film muto del 1918 diretto da Maurice Tourneur. Marguerite Clark portò sullo schermo il personaggio che aveva impersonato sulle scene teatrali con grande successo nel 1913. Il soggetto è l'adattamento cinematografico del lavoro teatrale Prunella or Love in a Garden di Harley Granville-Barker e Laurence Housman, andato in scena a Broadway il 27 ottobre 1913.

## Trama
Attentamente accudita dalle zie Prim, Prude e Privacy, Prunella vive nel suo giardino senza sapere niente del mondo che la circonda. Un giorno, però, conosce Pierrot che, affascinato dalla sua bellezza, penetra nel giardino e la fa fuggire. I due vanno a Parigi, dove Prunella diventa una diva del palcoscenico. Ma la felicità non dura a lungo. Pierrot si infatua di un'altra e Prunella, sconvolta, fugge via. Pierrot si rende conto di amare ancora la moglie e si reca nel giardino dove l'ha conosciuta. A un tratto, vede quello che lui crede sia il fantasma di Prunella: ma, quando lo abbraccia, si rende conto che la moglie è ancora viva. Infelice, era tornata nella casa della sua infanzia.

## Produzione
Prodotto dalla Famous Players-Lasky Corporation, il film venne girato nel gennaio e febbraio 1918.

## Distribuzione
Il film uscì il 2 giugno 1918, distribuito dalla Famous Players-Lasky Corporation con la dizione "presentato da Adolph Zukor".